# 澤田鎌作
澤田 鎌作（さわだ けんさく、1968年10月30日 - ）は、フジテレビ編成制作局ドラマ制作センター所属のドラマ演出家。

## 経歴
東京都出身。上智大学文学部新聞学科卒業。ニックネームは「かまさく」「かまさくさん」。本広克行は「鎌（けん）」と呼んでいる。
1991年、フジテレビ入社。1995年の『いつかまた逢える』で監督デビュー。2007年公開の『西遊記』で映画監督デビュー。

## 作品

### テレビドラマ

#### 演出
連続ドラマ
※ 太字は、チーフディレクター（総合演出）
- いつかまた逢える（1995年）
- ピュア（1996年）
- 踊る大捜査線（1997年）
- ギフト（1997年）
- ビーチボーイズ（1997年）
- イヴ（1997年）
- ブラザーズ（1998年）
- 眠れる森（1998年）
- リップスティック（1999年）
- 彼女たちの時代（1999年）
- 二千年の恋（2000年）
- 天気予報の恋人（2000年）
- ラブコンプレックス（2000年）
- HERO（2001年）
- 人にやさしく（2002年）
- ホーム&アウェイ（2002年）
- 僕だけのマドンナ（2003年）
- プライド（2004年）
- 東京湾景（2004年）
- 不機嫌なジーン（2005年）
- 恋におちたら〜僕の成功の秘密〜（2005年）
- 西遊記（2006年）
- ガリレオ（2007年・2013年）
- CHANGE（2008年）
- 不毛地帯（2009年10月 - 2010年3月）
- 夏の恋は虹色に輝く（2010年）
- 幸せになろうよ（2011年）
- ミス・パイロット（2013年）
- セシルのもくろみ（2017年）
- 監察医　朝顔（2019年）
- ナイト・ドクター（2021年）
- 女神の教室〜リーガル青春白書〜（2023年）
- 新宿野戦病院（2024年、フジテレビ）

単発ドラマ・スペシャルドラマ
- 東京SEX「ラブコール」（1995年）
- ときわ菜園の冬（1996年）
- 踊る大捜査線 秋の犯罪撲滅スペシャル（1998年）
- ナニワ金融道5（2000年）
- 慎吾ママドラマスペシャル ミッキーも一緒!おっはーは地球を救う2（2001年）
- 青に恋して! 〜サッカー通と4人の美女の物語〜（2002年）
- キャバクラかよっ!! 禁断の楽園（2003年）
- ほんとにあった怖い話「怪音寮」「憑かれたライダー」「さまよえる亡霊」（2004年）
- THE WAVE!（2005年）
- HERO 特別編（2006年）
- 東野圭吾ミステリーズ「犯人のいない殺人の夜」（2012年）
- 金田一耕助VS明智小五郎（2013年）
  - 金田一耕助VS明智小五郎ふたたび（2014年）
- 松本清張スペシャル・顔（2013年）
- 俺たちに明日はある（2014年）
- 上流階級〜富久丸百貨店外商部〜（2014年）
- 桜坂近辺物語（2016年）
- 犬神家の一族（加藤シゲアキ版　2018年)
  - 悪魔の手毬唄～金田一耕助、ふたたび～（加藤シゲアキ版 2019年）

#### プロデュース
- 人にやさしく（2002年）
- 青に恋して! 〜サッカー通と4人の美女の物語〜（2002年）
- 西遊記（2006年）
- Mの司会者（2006年）

### 映画
- 西遊記（2007年）

### その他
- Visual Queen of The Year 2001
椎名法子「Premio」、小向美奈子「Pasion」演出（2001年7月4日発売）

## 受賞歴
- 1997年
  - 第12回ザテレビジョンドラマアカデミー賞 監督賞（本広克行と共に）（『踊る大捜査線』）[1]
- 1998年
  - 第19回ザテレビジョンドラマアカデミー賞 監督賞（中江功と共に）（『眠れる森』）[2]
- 1999年
  - 第21回ザテレビジョンドラマアカデミー賞 監督賞（永山耕三､中江功と共に）（『リップスティック』）[3]
  - 第22回ザテレビジョンドラマアカデミー賞 監督賞（武内英樹､石坂理江子と共に）（『彼女たちの時代』）[4]
- 2000年
  - 第27回ザテレビジョンドラマアカデミー賞 監督賞（水田成英､田島大輔と共に）（『ラブコンプレックス』）[5]
- 2001年
  - 第28回ザテレビジョンドラマアカデミー賞 監督賞（鈴木雅之､平野眞､加門幾生と共に）（『HERO』）[6]
- 2007年
  - 第55回ザテレビジョンドラマアカデミー賞 監督賞（西谷弘ほか）（『ガリレオ』）[7]
- 2010年
  - 第64回ザテレビジョンドラマアカデミー賞 監督賞（平野眞・水田成英・小原一隆と共に）（『不毛地帯』）[8]